# Saint-André-Lachamp
Pour les articles homonymes, voir Saint-André.
Saint-André-Lachamp est une commune française, située dans le département de l'Ardèche en région Auvergne-Rhône-Alpes.

## Géographie

### Localisation
Saint-André-Lachamp est une petite commune à l'aspect essentiellement rural de la communauté de communes du Pays Beaume-Drobie et adhérente au parc naturel régional des Monts d'Ardèche. Son bourg est situé à environ 14 kilomètres au nord-ouest de Lablachère.

### Communes limitrophes
Saint-André-Lachamp est limitrophe de huit communes, toutes situées dans le département de l'Ardèche et réparties géographiquement de la manière suivante :

### Géologie et relief
L'altitude de la commune varie entre 220 et 882 mètres.
La commune est classée en zone de sismicité 2, correspondant à une sismicité faible.

### Climat
Pour des articles plus généraux, voir Climat d'Auvergne-Rhône-Alpes et Climat de l'Ardèche.
En 2010, le climat de la commune est de type climat méditerranéen franc, selon une étude du CNRS s'appuyant sur une série de données couvrant la période 1971-2000. En 2020, Météo-France publie une typologie des climats de la France métropolitaine dans laquelle la commune est exposée à un climat de montagne ou de marges de montagne et est dans une zone de transition entre les régions climatiques « Provence, Languedoc-Roussillon » et « Sud-est du Massif Central ».
Pour la période 1971-2000, la température annuelle moyenne est de 10,8 °C, avec une amplitude thermique annuelle de 16,3 °C. Le cumul annuel moyen de précipitations est de 1 460 mm, avec 8,9 jours de précipitations en janvier et 5 jours en juillet. Pour la période 1991-2020, la température moyenne annuelle observée sur la station météorologique de Météo-France la plus proche, « Lablachère Drome », sur la commune de Lablachère à 6 km à vol d'oiseau, est de 13,5 °C et le cumul annuel moyen de précipitations est de 1 142,0 mm,. Pour l'avenir, les paramètres climatiques de la commune estimés pour 2050 selon différents scénarios d'émission de gaz à effet de serre sont consultables sur un site dédié publié par Météo-France en novembre 2022.

### Hydrographie
Le territoire communal héberge les sources de l'Alune. Il est également bordé au nord par la Drobie, un affluent de la Beaume.

### Lieux-dits, hameaux et écarts
La commune est composée de divers hameaux parmi lesquels figurent :
- L'Aulagnet
- Bazalet
- Bertoire
- Charaix
- Charrus ou Charus
- Le Fourret
- Le Plantier
- Les Prés de Lachamp (où se trouve la mairie)
- La Rochette
- Le Serre
- Le Vernet

## Urbanisme

### Typologie
Au 1er janvier 2024, Saint-André-Lachamp est catégorisée commune rurale à habitat très dispersé, selon la nouvelle grille communale de densité à 7 niveaux définie par l'Insee en 2022.
Elle est située hors unité urbaine et hors attraction des villes,.

### Occupation des sols
L'occupation des sols de la commune, telle qu'elle ressort de la base de données européenne d’occupation biophysique des sols Corine Land Cover (CLC), est marquée par l'importance des forêts et milieux semi-naturels (94,9 % en 2018), une proportion sensiblement équivalente à celle de 1990 (94,6 %). La répartition détaillée en 2018 est la suivante : 
forêts (93,6 %), prairies (5 %), milieux à végétation arbustive et/ou herbacée (1,4 %).
L'évolution de l’occupation des sols de la commune et de ses infrastructures peut être observée sur les différentes représentations cartographiques du territoire : la carte de Cassini (XVIIIe siècle), la carte d'état-major (1820-1866) et les cartes ou photos aériennes de l'IGN pour la période actuelle (1950 à aujourd'hui).

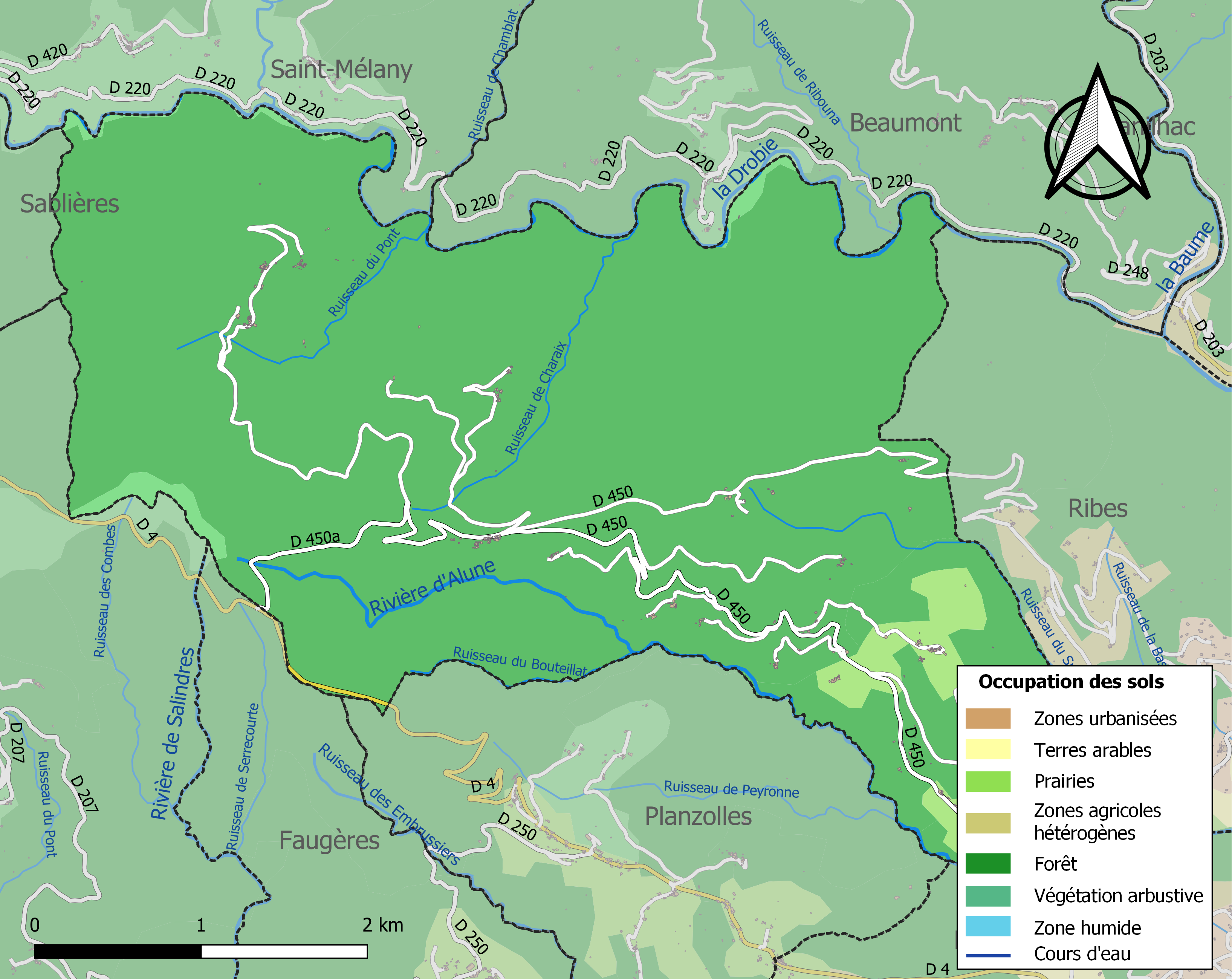
Carte des infrastructures et de l'occupation des sols de la commune en 2018 (CLC).

### Logement
En 2013, le nombre total de logements dans la commune était de 168.
Parmi ces logements, 39 % étaient des résidences principales, 57,9 % des résidences secondaires et 3 % des logements vacants.
La part des ménages propriétaires de leur résidence principale s’élevait à 82 %.

### Risques naturels

#### Risques sismiques
L'ensemble du territoire de la commune de Saint-André-Lachamp est situé en zone de sismicité no 2 dite faible (sur une échelle de 5), comme la plupart des communes situées sur le plateau et la montagne ardéchoise, mais à proximité de la zone de sismicité no 3, dite modérée, située plus à l'est et correspondant à la vallée du Rhône.
| Type de zone | Niveau           | Définitions (bâtiment à risque normal) |
| ------------ | ---------------- | -------------------------------------- |
| Zone 2       | Sismicité faible | accélération = 1,1 m/s2                |

## Toponymie
Sous la Révolution, la commune portait les toponymes d'« Allune » et de « Lachamp-du-fer ».
Lachamp signifie « lande », « plateau rocailleux ».
On rencontre les graphies Saint André Lachamp (1793), Saint-André-la-Champ (1801) et Saint-André-Lachamp (1801).

## Histoire
Sur le plan spirituel, Saint-André aurait été sous la dépendance de l'abbaye de Conques ou plutot de l' Abbatiale Saint-Chaffre du Monastier-sur-Gazeille au Moyen Âge. Elle dépend également du diocèse de Viviers.
Sur le plan temporel, Saint-André semble avoir été rattaché à la famille Châteauneuf-Randon puis Joyeuse. Il convient de noter à la fin du XIXe siècle l'exploitation d'une mine de zinc et d'antimoine qui fut interrompue essentiellement en raison des difficultés rencontrées pour le transport des minerais.

## Politique et administration

### Tendances politiques et résultats
En mars 2014, les onze conseillers municipaux sont élus au premier tour. C'est à nouveau le cas en 2020, avec une abstention de 18%.

### Liste des maires
| Période                                  | Période                   | Identité        | Étiquette | Qualité |
| ---------------------------------------- | ------------------------- | --------------- | --------- | ------- |
| Les données manquantes sont à compléter. |                           |                 |           |         |
| mars 2001                                | mars 2008                 | Jean Cabrol     |           |         |
| mars 2008                                | mars 2014                 | Patrick Michel  |           |         |
| mars 2014                                | En cours (au 6 août 2020) | Luc Parmentier, | DVG       | Artisan |

## Population et société

### Démographie
L'évolution du nombre d'habitants est connue à travers les recensements de la population effectués dans la commune depuis 1793. Pour les communes de moins de 10 000 habitants, une enquête de recensement portant sur toute la population est réalisée tous les cinq ans, les populations de référence des années intermédiaires étant quant à elles estimées par interpolation ou extrapolation. Pour la commune, le premier recensement exhaustif entrant dans le cadre du nouveau dispositif a été réalisé en 2006.

En 2022, la commune comptait 166 habitants, en évolution de +5,06 % par rapport à 2016 (Ardèche : +2,48 %, France hors Mayotte : +2,11 %).
| 1793 | 1800 | 1806 | 1821 | 1831 | 1836 | 1841 | 1846 | 1851 |
| ---- | ---- | ---- | ---- | ---- | ---- | ---- | ---- | ---- |
| 600  | 653  | 615  | 712  | 691  | 780  | 780  | 695  | 852  |

| 1856 | 1861 | 1866 | 1872 | 1876 | 1881 | 1886 | 1891 | 1896 |
| ---- | ---- | ---- | ---- | ---- | ---- | ---- | ---- | ---- |
| 768  | 594  | 633  | 649  | 684  | 613  | 620  | 575  | 550  |

| 1901 | 1906 | 1911 | 1921 | 1926 | 1931 | 1936 | 1946 | 1954 |
| ---- | ---- | ---- | ---- | ---- | ---- | ---- | ---- | ---- |
| 570  | 532  | 475  | 406  | 355  | 336  | 317  | 301  | 235  |

| 1962 | 1968 | 1975 | 1982 | 1990 | 1999 | 2006 | 2011 | 2016 |
| ---- | ---- | ---- | ---- | ---- | ---- | ---- | ---- | ---- |
| 194  | 171  | 150  | 148  | 157  | 122  | 121  | 140  | 158  |

| 2021 | 2022 | - | - | - | - | - | - | - |
| ---- | ---- | - | - | - | - | - | - | - |
| 159  | 166  | - | - | - | - | - | - | - |

### Enseignement
La commune est rattachée à l'académie de Grenoble.

### Manifestations culturelles et festivités
- La castagnade des crouvelus au mois d'octobre[18].

### Médias
La commune est située dans la zone de distribution de deux organes locaux de la presse écrite :
- L'Hebdo de l'Ardèche

Il s'agit d'un journal hebdomadaire français basé à Valence et couvrant l'actualité de tout le département de l'Ardèche.
- Le Dauphiné libéré

Il s'agit d'un journal quotidien de la presse écrite française régionale distribué dans la plupart des départements de l'ancienne région Rhône-Alpes, notamment l'Ardèche. La commune est située dans la zone d'édition de Privas-Vallée du Rhône.
Ici Drôme Ardèche est la radio publique locale couvrant le territoire de la commune et de l’ensemble du département.

### Cultes
L'église (propriété de la commune) et la communauté catholique de Saint-André-Lachamp sont rattachées à la paroisse Saints Pierre et Paul de Païolive, elle-même rattachée au diocèse de Viviers.

## Économie

### Revenus de la population et fiscalité
Le nombre de ménages fiscaux en 2013 était de 65 représentant 140 personnes et la médiane du revenu disponible par unité de consommation de 14 955 €.

### Emploi
En 2014, le nombre total d’emploi dans la zone était de 43, occupant 62 actifs résidants (salariés et non-salariés).
Le taux d’activité de la population âgée de 15 à 64 ans s'élevait à 74,7 % contre un taux de chômage (au sens du recensement) de 12,7 %. Les inactifs se répartissent de la façon suivante : étudiants et stagiaires non rémunérés 5,3 %, retraités ou préretraités 8,4 %, autres inactifs 11,6 %.

### Entreprises et commerces
La commune accueille des activités de production et transformation agricole (châtaigne, fromage de chèvre, miel), d'artisanat (maçonnerie, menuiserie, céramique), de tourisme (gîtes) et de service à la personne (accueil d'enfants).
En 2015, le nombre d’établissements actifs était de vingt et un dont cinq dans l’agriculture-sylviculture-pêche, quatre dans l'industrie, deux dans la construction, huit dans le commerce-transports-services divers et deux étaient relatifs au secteur administratif.
Cette même année, aucune entreprise n’a été créée.

## Culture locale et patrimoine

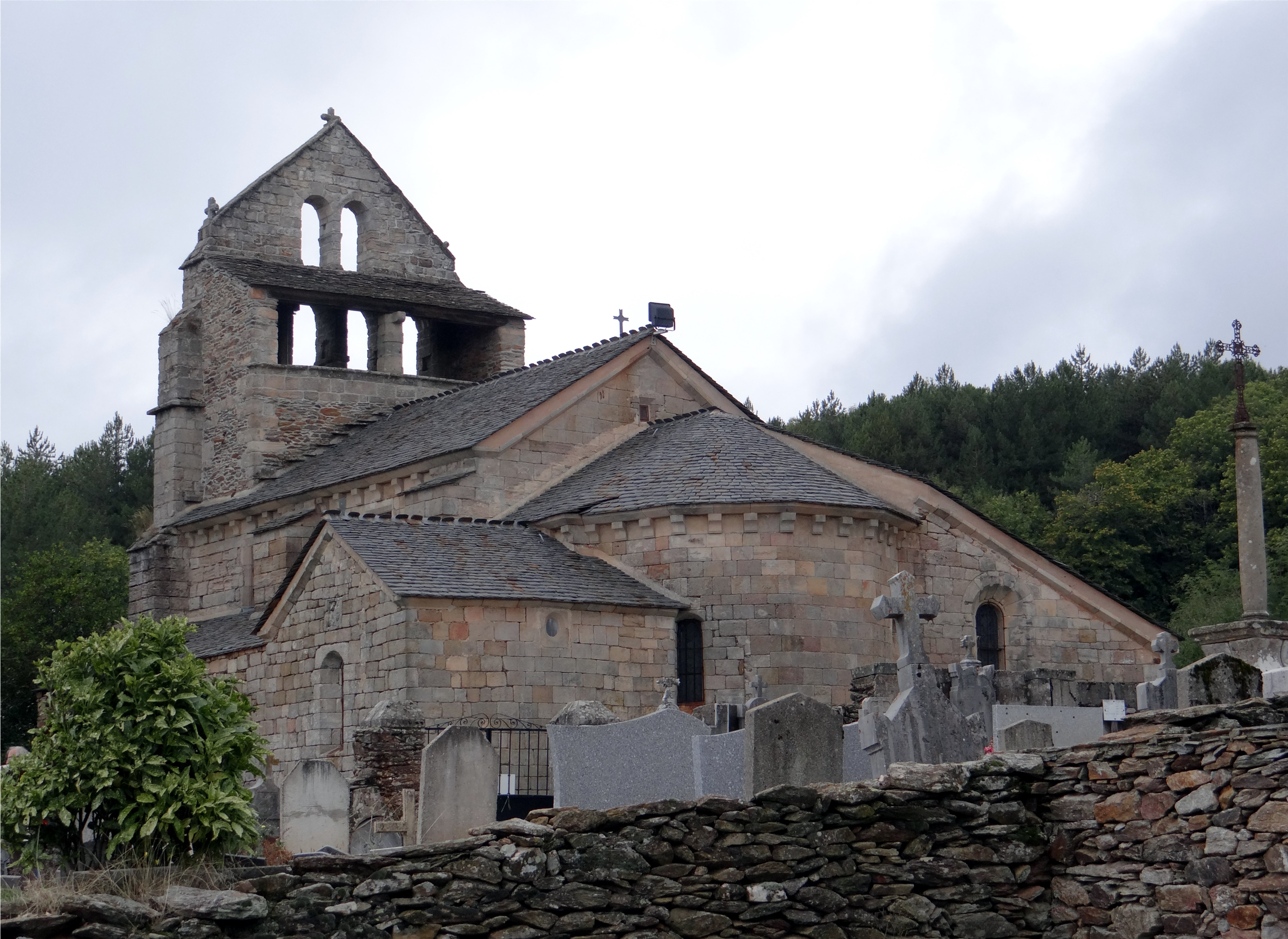
Église Saint-Pierre-aux-Liens.

### Lieux et monuments
- Église Saint-Pierre-aux-Liens : église romane qui a la particularité de posséder un clocher à peigne à deux étages[28]. La date de son origine n'est pas certaine (la fondation patrimoine de Rhône-Alpes la fixe au XIIe siècle). Elle est inscrite au titre des monuments historiques en 1929.

### Personnalités liées à la commune
Le 24 août 1977, la commune est le lieu d'une attaque contre une estafette de la gendarmerie qui conduit à la mort du gendarme Dany Luczak. Il est touché de plusieurs balles tirées par Pierre Conty, anarchiste qui venait de commettre une attaque à main armée dans une agence du Crédit agricole à Villefort avec deux complices de sa communauté, Stéphane Viaux-Peccate et Jean-Philippe Mouillot. Âgé de 21 ans, Dany Luczak succombe à ses blessures le 20 septembre 1977 dans un hôpital de Montpellier,.

### Héraldique
|  | Saint-André-Lachamp possède des armoiries dont l'origine et le blasonnement exact ne sont pas disponibles. |